# Lardiers
Lardiers ist eine südfranzösische Gemeinde mit 139 Einwohnern (Stand 1. Januar 2022) im Département Alpes-de-Haute-Provence in der Region Provence-Alpes-Côte d’Azur. Sie gehört Arrondissement Forcalquier und zum Kanton Forcalquier. Die angrenzenden Gemeinden sind Châteauneuf-Miravail und Saint-Vincent-sur-Jabron im Norden, Saint-Étienne-les-Orgues im Osten, Ongles im Südosten, Banon im Südwesten sowie Saumane und L’Hospitalet im Westen.

## Bevölkerungsentwicklung
| Jahr      | 1962 | 1968 | 1975 | 1982 | 1990 | 1999 | 2008 | 2012 |
| --------- | ---- | ---- | ---- | ---- | ---- | ---- | ---- | ---- |
| Einwohner | 82   | 71   | 63   | 77   | 99   | 124  | 114  | 115  |

## Sehenswürdigkeiten
- Kirche Sainte-Anne, Monument historique

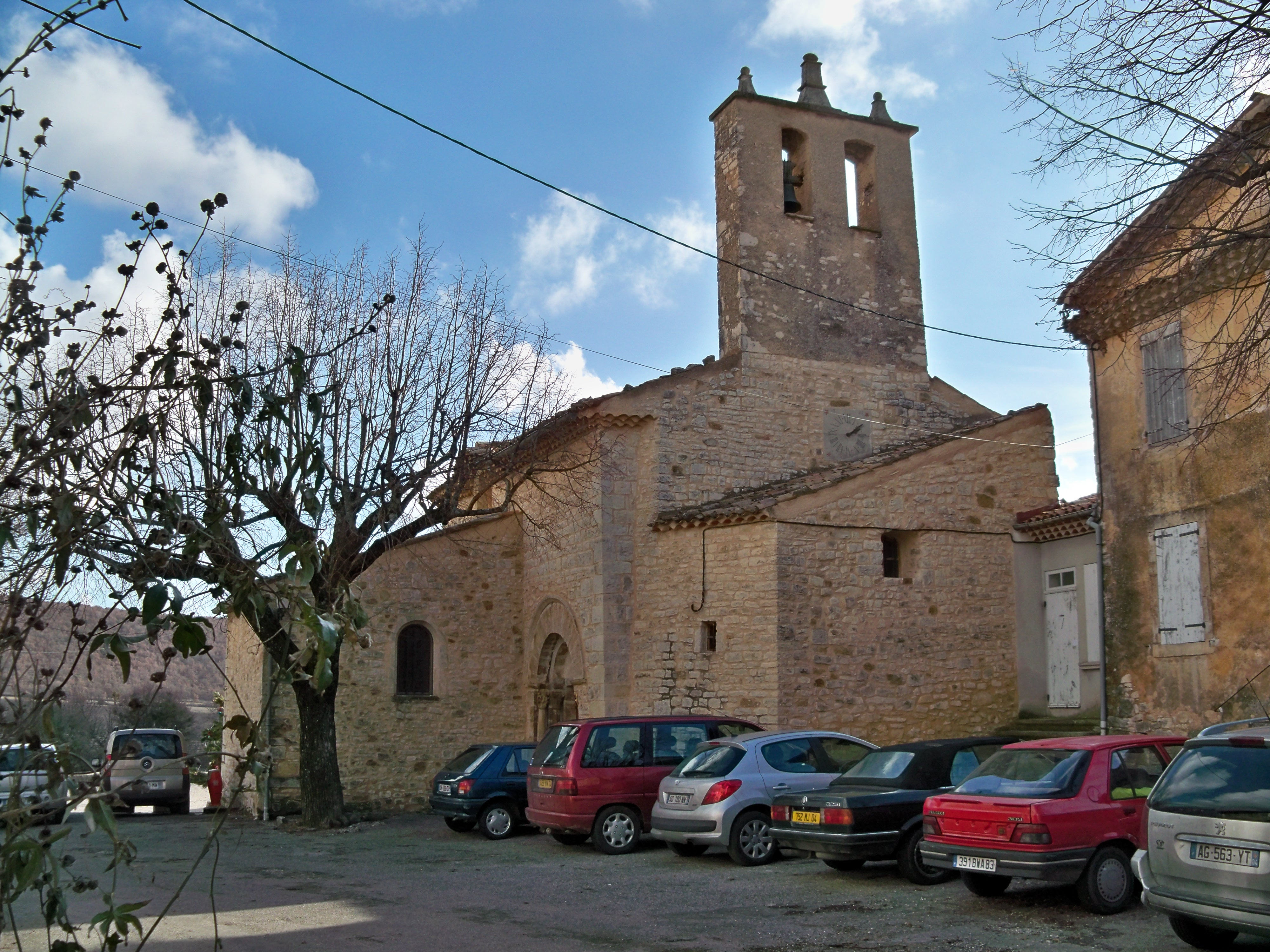
Kirche Sainte-Anne
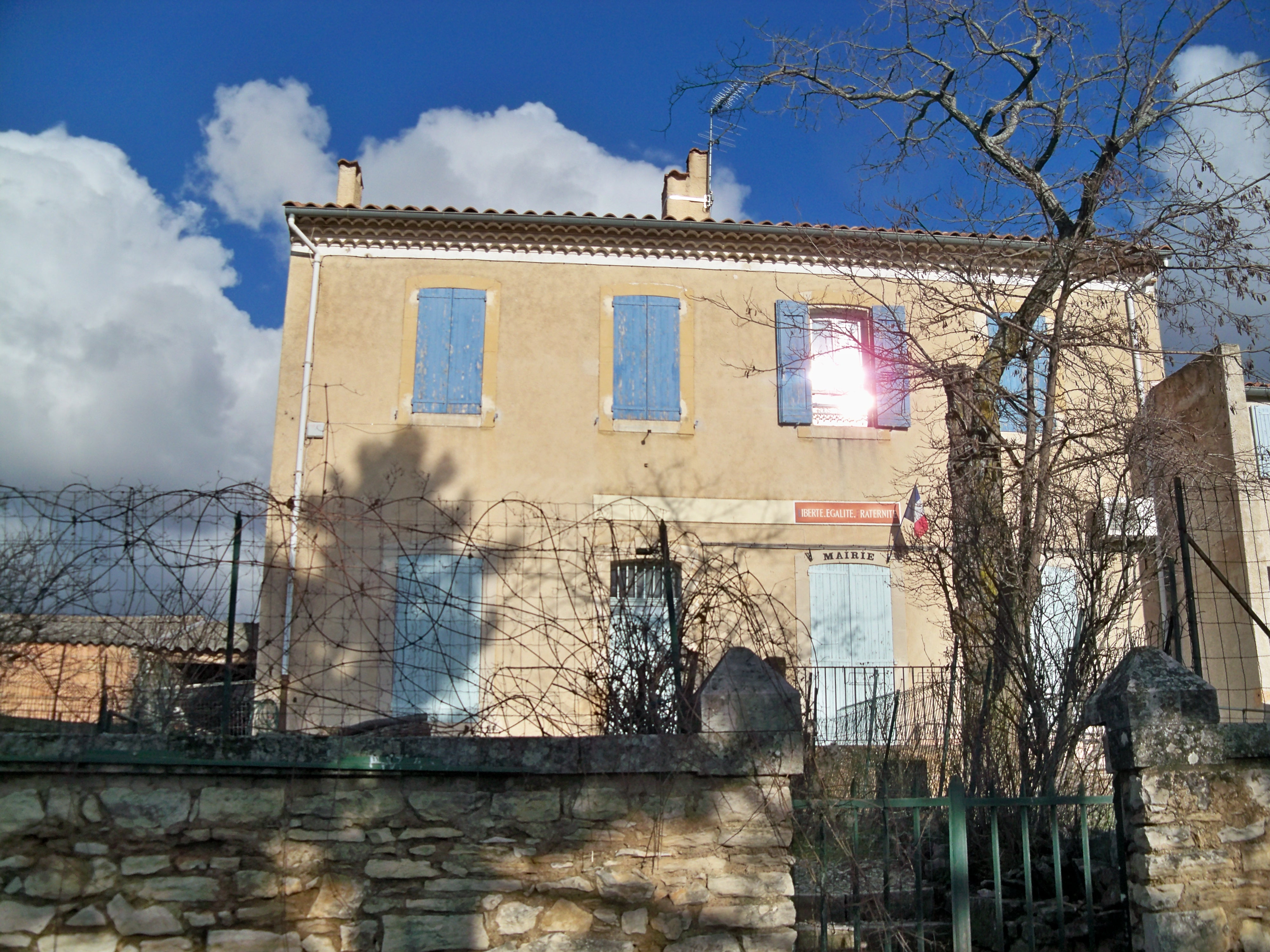
Mairie Lardiers
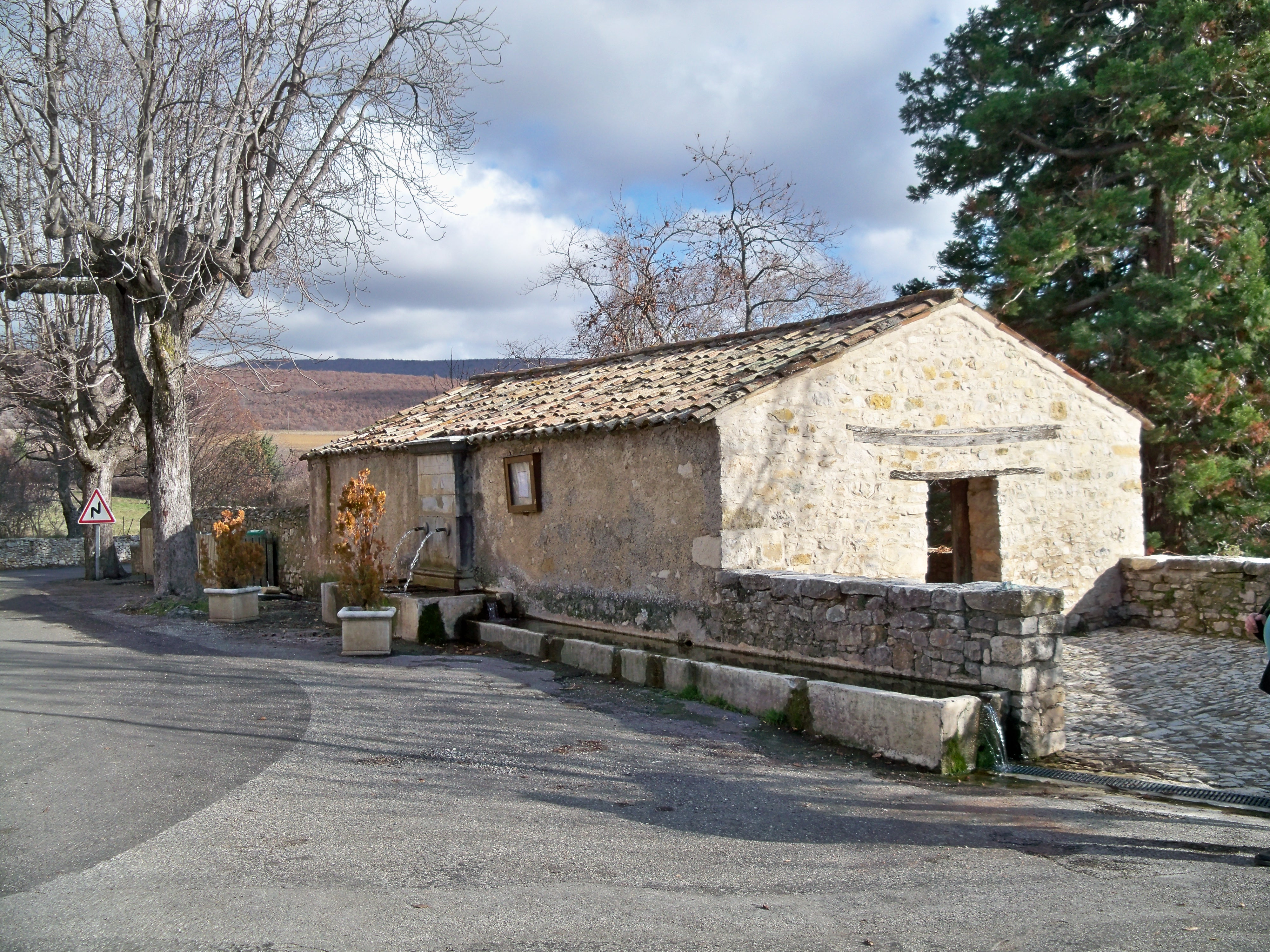
Waschhaus (Lavoir)